# Список рыб и круглоротых, занесённых в Красную книгу Оренбургской области

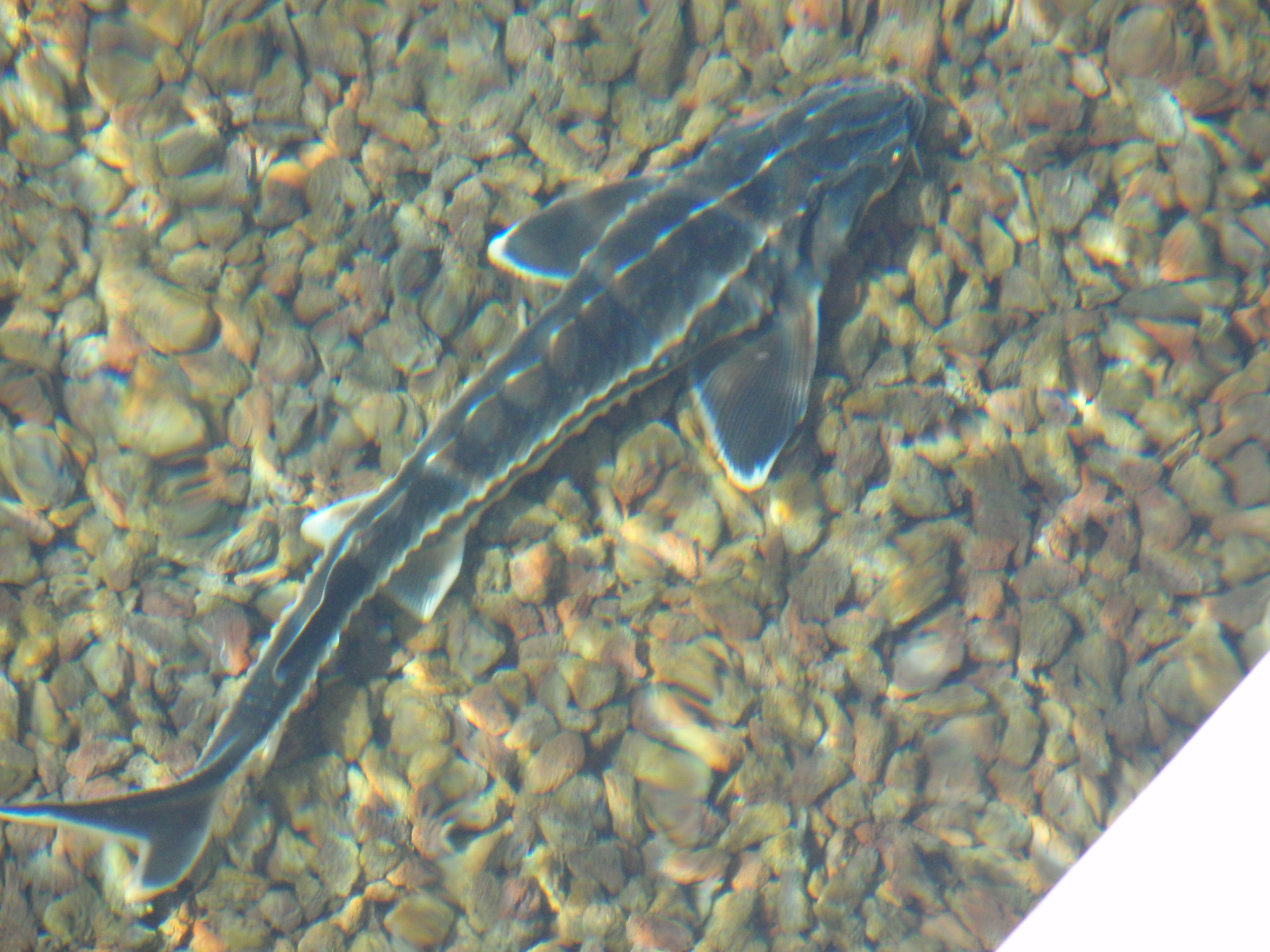
Русский осетр

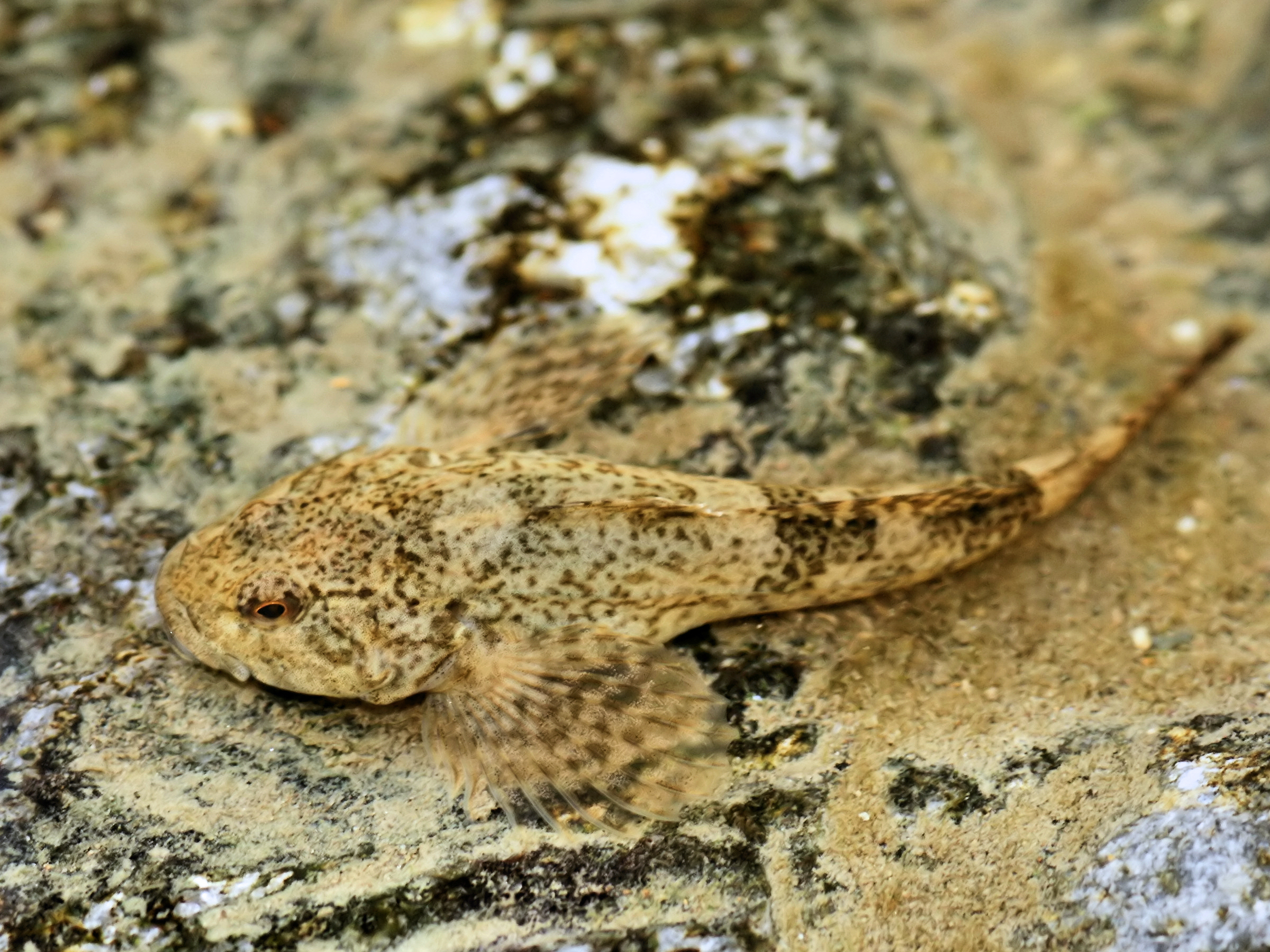
Обыкновенный подкаменщик

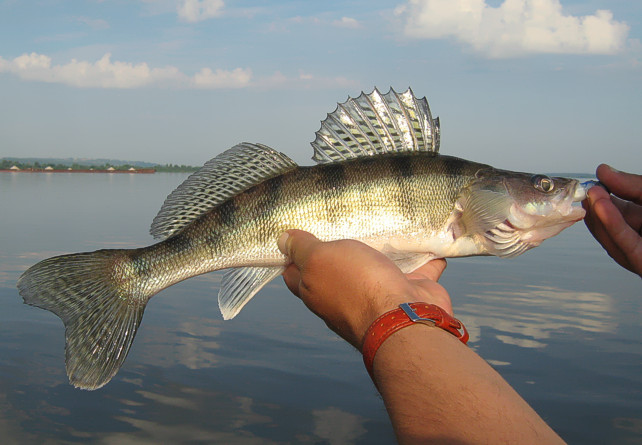
Берш

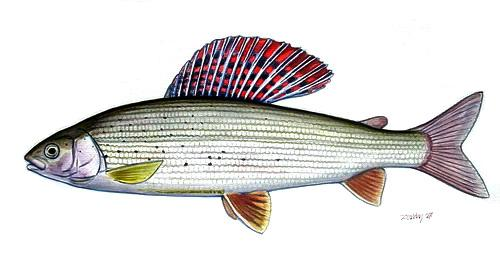
Европейский хариус

Список рыб и круглоротых, занесённых в Красную книгу Оренбургской области включает в себя 1 вид круглоротых и 12 видов рыб (1 вид миногообразных, 5 видов осетрообразных, 1 вид сельдеобразных, 3 вида лососеобразных, 1 вид карпообразных, 1 вид окунеобразных, 1 вид скорпенообразных), включённых в Красную книгу Оренбургской области.
Категории охраны обозначены цифрой в конце строки каждого вида:
- 1 — находящиеся под угрозой исчезновения
- 2 — сокращающиеся в численности
- 3 — редкие
- 4 — неопределенные по статусу
- 5 — восстанавливающиеся

## Отряд Миногообразные — Ordo Petromyzontiformes
- Каспийская минога — Caspiomyzon wagneri 4

## Отряд Осётрообразные — Ordo Acipenseriformes
- Русский осётр — Acipenser gueldenstaedtii 1
- Шип — Acipenser nudiventris 1
- Стерлядь — Acipenser ruthenus (популяции бассейна реки Урал) 1
- Севрюга — Acipenser stellatus 1
- Белуга — Huso huso 1

## Отряд Сельдеобразные — Ordo Clupeiformes
- Волжская сельдь — Alosa kessleri volgensis 4

## Отряд Лососеобразные — Ordo Salmoniformes
- Ручьевая форель — Salmo trutta morpha fario 3
- Белорыбица — Stenodus leucichthys leucichthys (популяции бассейна реки Урал) 1
- Европейский хариус — Thymallus thymallus (популяции бассейна реки Урал) 3

## Отряд Карпообразные — Ordo Cypriniformes
- Русская быстрянка — Alburnoides bipunctatus rossicus 2

## Отряд Окунеобразные — Ordo Perciformes
- Бёрш — Stizostedion volgensis (популяции бассейна реки Урал) 3

## Отряд Скорпенообразные — Ordo Scorpaeniformes
- Обыкновенный подкаменщик — Cottus gobio 4